# Eminența arcuată
Eminența arcuată (Eminentia arcuata) este o ridicătură arcuită în fosa craniană mijlocie (Fossa cranii media) pe fața anterioară a porțiunii pietroase a osului temporal (Facies anterior partis petrosae ossis temporalis) care corespunde canalului semicircular anterior (Canalis semicircularis anterior) al urechii interne; este mai pronunțată pe craniul persoanelor tinere.